# Zona de convergència intertropical

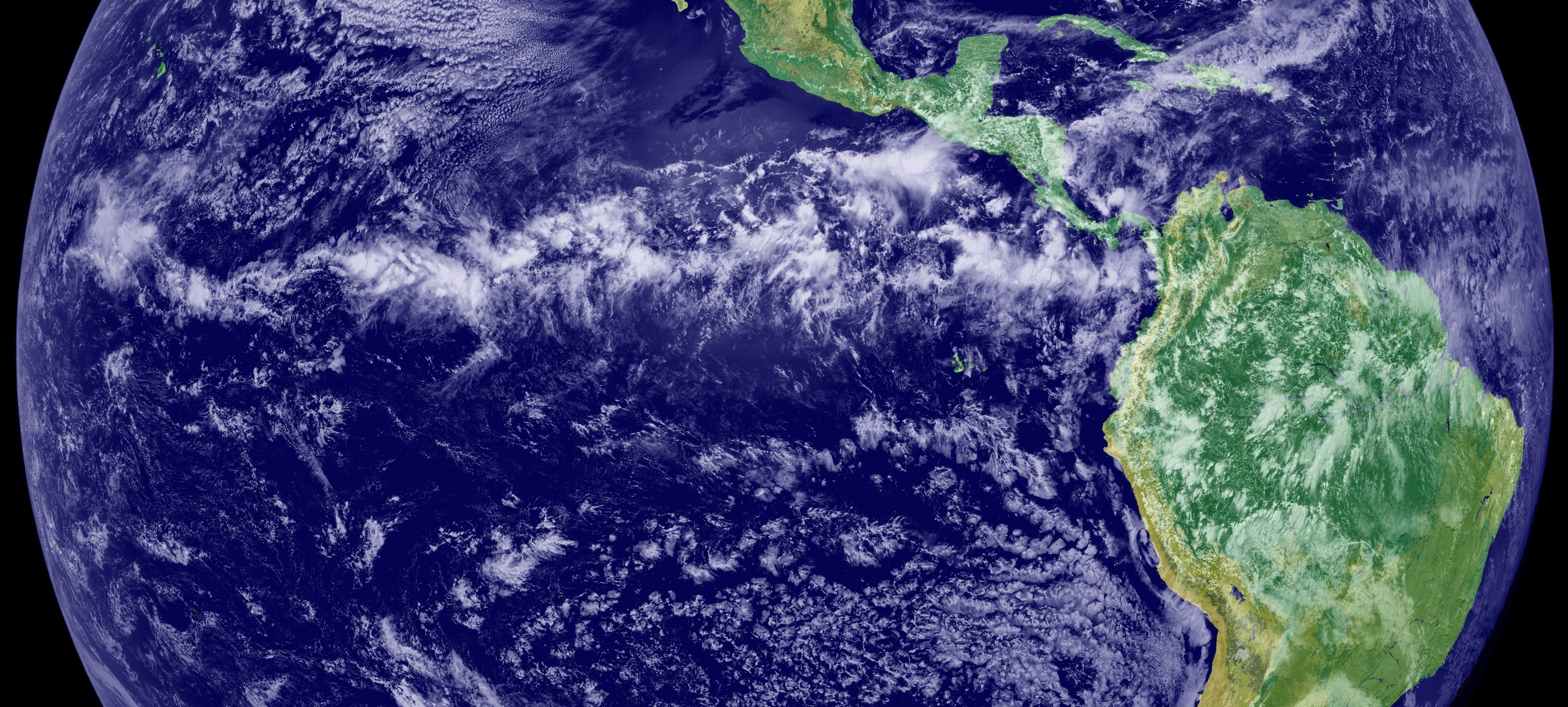
Les tempestes de la zona de convergència intertropical formen una línia a través de l'oceà Pacífic oriental

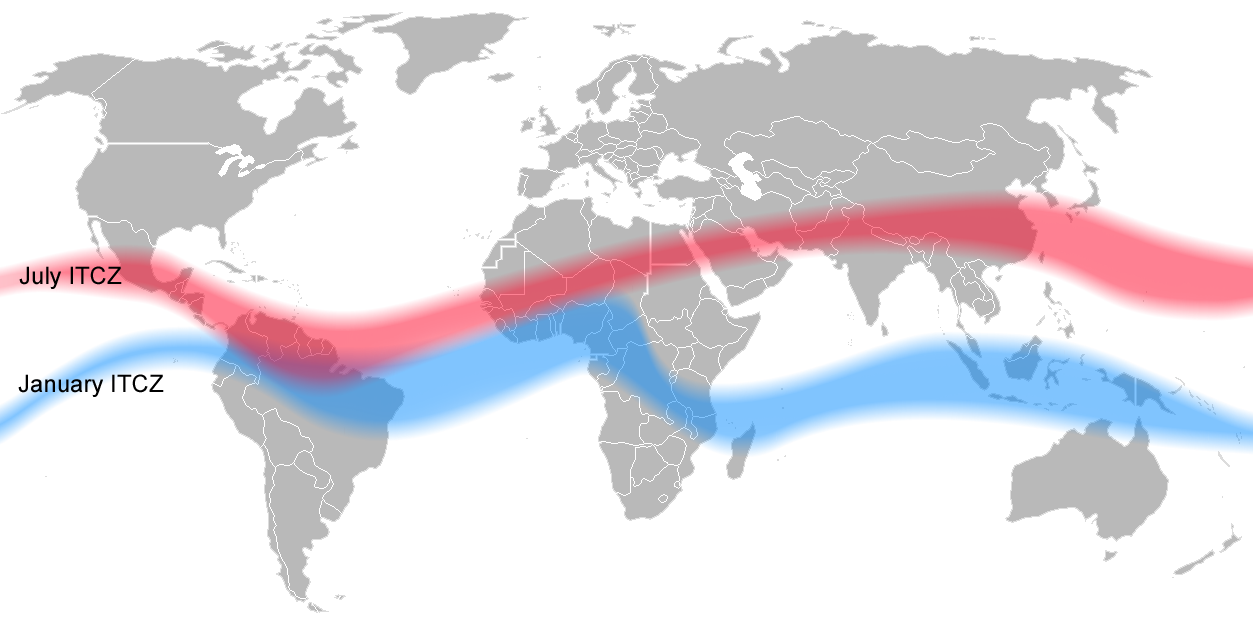
Posició de la ZCIT al juliol (roig) i al gener (blau)

La zona de convergència intertropical (ZCIT o en anglès ITCZ) és un cinturó de baixes pressions que envolta la Terra en la regió equatorial. Està format per la convergència d'aire càlid i humit de les latituds que estan per sobre i per sota de l'equador. Aquesta zona, també se la coneix com a front intertropical o zona de convergència equatorial.
L'aire és empès a la zona per l'acció de la cèl·lula d'Hadley, un tret atmosfèric a escala mitjana que és part del sistema planetari de distribució de calor i humitat, i és transportat verticalment cap amunt per l'activitat convectiva de les tempestes; les regions situades en aquesta zona reben precipitació més de 200 dies l'any.
La zona de convergència intertropical apareix com una banda de núvols, normalment tempestes. A l'hemisferi nord, els vents alisis es mouen en una direcció sud-oest mentre que en l'hemisferi sud ho fan en la direcció nord-oest, el punt en el qual els vents alisis forcen l'aire cap amunt dins l'atmosfera i formen la zona de convergència intertropical.
La localització d'aquesta regió varia amb el cicle estacional seguint la posició del Sol en el zenit i arriba a la seva posició més al nord (8° N) durant l'estiu de l'hemisferi nord, i la seva posició més al sud (1° N) durant el mes d'abril. Tanmateix, la ZCIT és menys mòbil en les longituds oceàniques, on manté una posició estàtica al nord de l'equador. En aquestes àrees, la pluja s'intensifica amb l'augment de la insolació solar i disminueix a mesura que el Sol il·lumina altres latituds.
Hi ha també un cicle diürn amb els cúmuls convectius desenvolupant-se al migdia i formant tempestes a la vesprada. Les variacions de posició de la ZCIT afecta les precipitacions en els països equatorials produint estacions seques i estacions humides en lloc de càlides i fredes de les latituds superiors. Com que la forces de Coriolis són molt menors en les latituds properes a l'equador de la Terra, el moviment principal de l'atmosfera està produït per la cèl·lula d'Hadley sense vents gaire intensos.
La tendència de les tempestes en els tròpics és a ser de curta durada i a escala petita, però poden tenir gran intensitat. S'estima que el 40% de la pluja tropical excedeix el valor de 25 litres per hora. En l'hemisferi nord, l'estació humida es dona entre maig i juliol i en l'hemisferi sud entre novembre i febrer.